# Saint-Flovier
Saint-Flovier ist eine Gemeinde im französischen Département Indre-et-Loire in der Region Centre-Val de Loire. Sie gehört zum Arrondissement Loches und zum Kanton Descartes. Sie grenzt im Nordwesten an Betz-le-Château, im Norden an Verneuil-sur-Indre, im Osten an Fléré-la-Rivière, im Südosten an Cléré-du-Bois und Obterre, im Süden an Charnizay und im Südwesten an La Celle-Guenand.

## Bevölkerungsentwicklung
| Jahr      | 1962 | 1968 | 1975 | 1982 | 1990 | 1999 | 2008 | 2017 |
| --------- | ---- | ---- | ---- | ---- | ---- | ---- | ---- | ---- |
| Einwohner | 954  | 856  | 750  | 696  | 636  | 605  | 602  | 566  |

## Sehenswürdigkeiten
- neugotische Kirche Saint-Flovier aus dem Jahr 1747, erneuert im Jahr 1886
- Schloss Roulet aus dem 14. Jahrhundert

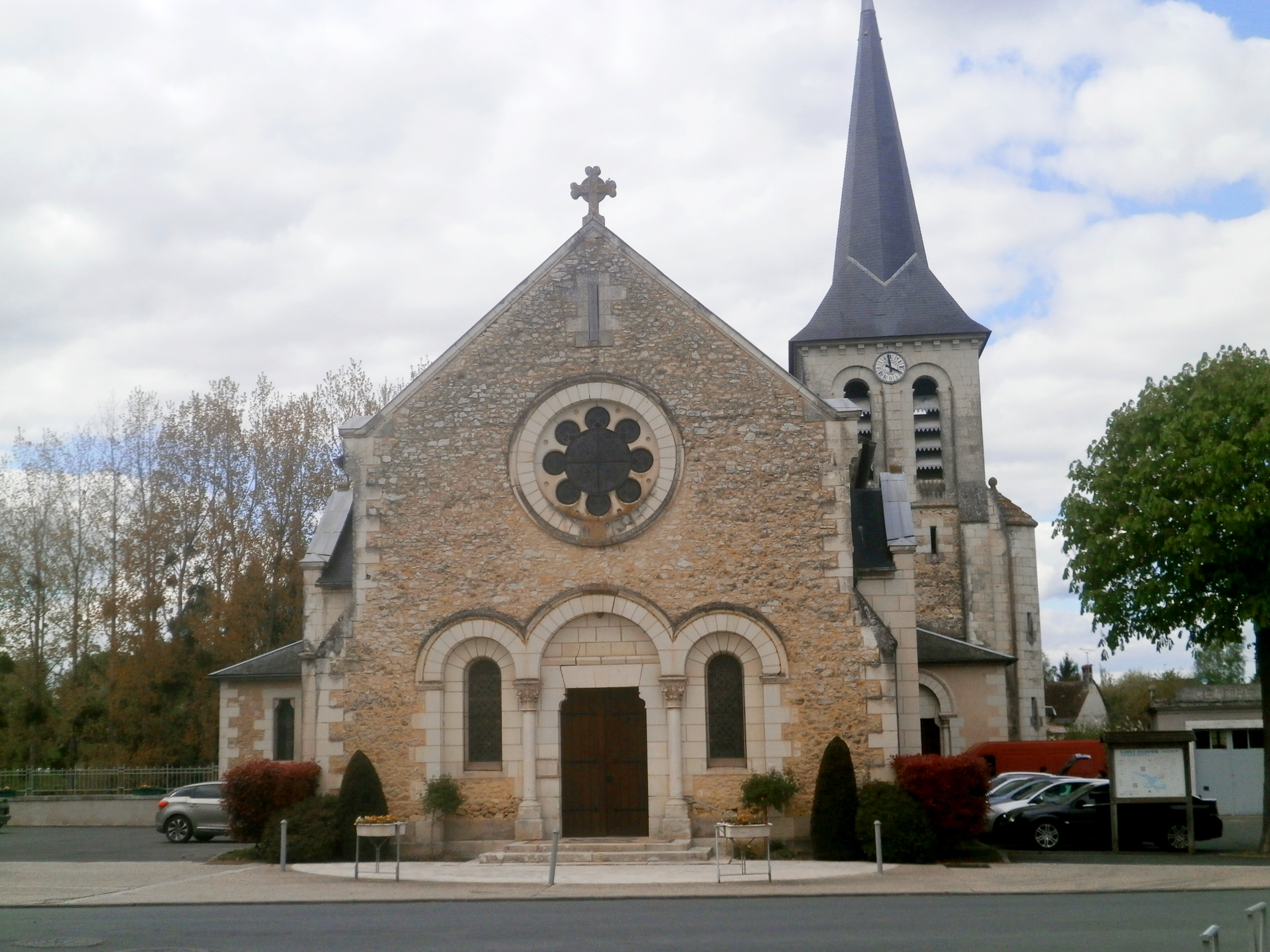
Kirche Saint-Flovier